# Lebbis en Jansen

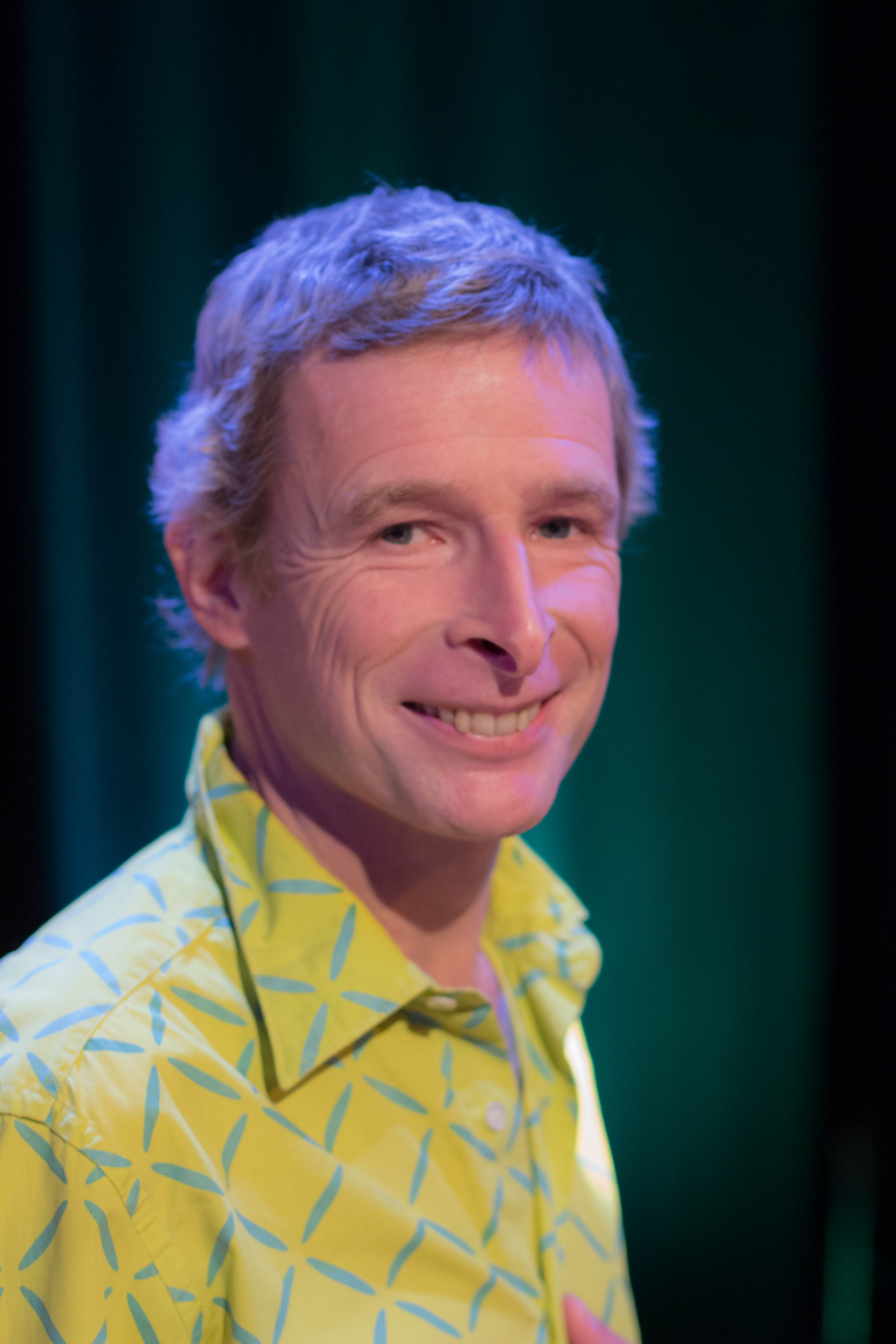
Lebbis

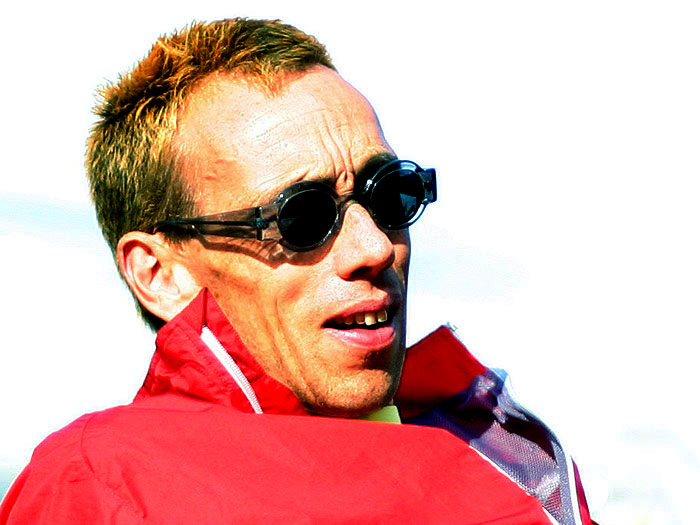
en Jansen

Lebbis en Jansen is een Nederlands cabaretduo bestaande uit cabaretiers Hans Sibbel (Lebbis) en Dolf Jansen. Ze braken in 1989 door toen ze als "Lebbis & Jansen i.o." (in oprichting) mee deden aan het Leids Cabaret Festival, waar ze zowel de jury- als de publieksprijs wonnen. Samen hebben ze 19 keer de oudejaarsconference gespeeld. 
Na de oudejaarsconference van 2006 gingen zij beiden zich richten op solo-programma's. Slechts enkele keren waren zij nog samen te zien, waaronder in 2011 op Lowlands en in 2021 voor het YouTube kanaal van De Kleine Komedie.
In 2023 werd bekend dat ze dat jaar weer als duo een oudejaarsvoorstelling zouden maken, met de titel SUBLIEM.

## Programma's
- 1988: Oudejaars 1988
- 1989: Oudejaars 1989
- 1990: Pas op de hond
- 1990: Oudejaars 1990
- 1991: 2 keer rieleksen voor 1 geld
- 1991: Oudejaars 1991
- 1992: Oudejaars 1992
- 1993: Oudejaars 1993
- 1994: Goedkope oplossingen
- 1994: Oudejaars 1994
- 1995: Oudejaars 1995
- 1996: Lange halen, gauw thuis
- 1996: Oudejaars 1996
- 1997: Overdrijf
- 1997: Oudejaars 1997
- 1998: Als dit Rock'n Roll is zijn wij een wielklem
- 1998: Lebbis of Jansen
- 1998: Oudejaars 1998
- 1999: Einde-eeuws (oudejaarsconference)
- 2000: Oudejaars 2000
- 2001-2002: Hoogwoord
- 2001: Oudejaars 2001
- 2002: Beuken op de bühne
- 2002: Oudejaars 2002
- 2003: Oudejaars 2003
- 2004: Oudejaars 2004
- 2005: Oudejaars 2005
- 2006: Oudejaars 2006
- 2023: SUBLIEM